# Říhání
Říhání (lat. eruktace, jinak také krkání) je únik plynů z dutiny ústní produkovaných v žaludku. Jedná se o příznak doprovázený typickým akustickým fenoménem.
Za fyziologických podmínek dochází k říhání v souvislosti s příjmem potravy a polykáním vzduchu. Ve fundu žaludku může vzniknout bublina, která je eruktací vypuzena ústy formou říhnutí (ructus).
V rámci patologie, kdy k říhání nedochází po požití potravy (v postprandiální fázi), je tento příznak řazen společně s pocitem plného břicha, elevací bránice, tvorbou žaludeční bubliny a gastrokardiálními příznaky (palpitací aj.) k tzv. hornímu dyspeptickému syndromu.